# Sulpicio Apolinar
Sulpicio Apolinar (en latín: Sulpicius Apollinaris) fue un gramático y erudito cartaginés de lengua latina del siglo II.
Fue maestro de Pertinax, quien también se convirtió en maestro de gramática antes de ser emperador romano, y de Aulo Gelio, quien habla de él en los mejores términos. Es el supuesto autor de los argumentos métricos a la Eneida y a las comedias de Terencio y, probablemente, de Plauto (J. W. Beck, De Sulpicio Apollinari, 1884).